# HD 130025
HD 130025，又名BD+19 2854，SAO 101187、HR 5507，是一颗恒星，视星等为6.13，位于銀經21.51，銀緯62.6，其B1900.0坐标为赤經14h 40m 43.3s，赤緯+19° 62.6′ 22″。